# Lindigo
Lindigo est un groupe de musique de l'île de La Réunion, département d'outre-mer français dans le sud-ouest de l'océan Indien. Groupe de maloya fondé en 1999, il est emmené par Olivier Araste, son chanteur, originaire de Paniandy. Le groupe a sorti cinq albums, le dernier, Komsa Gayar, en 2017.
D’une moyenne d’âge de trente ans, les membres de Lindigo regardent donc obstinément le passé. Pour autant, leur démarche ne s’enferme ni dans la nostalgie, ni dans les carcans d’une mémoire stérile. Les fondations servent l’élan, et les racines construisent l’avenir.
Leur devise ? Kan ou koné oussa ou sorte, ou koné oussa ou sava (Quand tu sais d’où tu viens, tu sais où tu vas).
Sûrement la raison pour laquelle Lindigo parle aussi bien aux jeunes générations. Aujourd’hui, Olivier et sa bande restent, avec plus de 500 concerts et trois albums à leur actif, l’un des groupes les plus populaires de l’île : ventes de disque au beau fixe, passages en radio, en clubs... Et lorsqu’ils débarquent sur les planches, leur transe jubilatoire, aussi identitaire qu’ouverte sur de nouveaux horizons, contamine inexorablement le public, tous âges confondus.

## Musiciens
| Harry Araste          | chant lead, kabosy, accordéon |
| Aldo Araste           | piker, balafon, chœurs        |
| Jean Frédéric Madia   | djembe, ngoni, chœurs         |
| Jimmy Itema           | kayamb, clavier, chœurs       |
| Lauriane Marceline    | chant, kayamb                 |
| Mickael Pothin        | piker, clavier basse, chœurs  |
| Valéry Servan         | roulèr, chœurs                |
| Pascal Mariama Moutin | charley, sati, chœurs         |

## Annexe